# Lofty Naseem
Lofty Naseem (...) è un allenatore di calcio egiziano.

## Carriera
Ha allenato la Nazionale burundese tra il 2012 e il 2014.